# Bitis schneideri
Bitis schneideri este o specie de șerpi din genul Bitis, familia Viperidae, descrisă de Mertens 1954. A fost clasificată de IUCN ca specie vulnerabilă. Conform Catalogue of Life specia Bitis schneideri nu are subspecii cunoscute.